# Primo soccorso

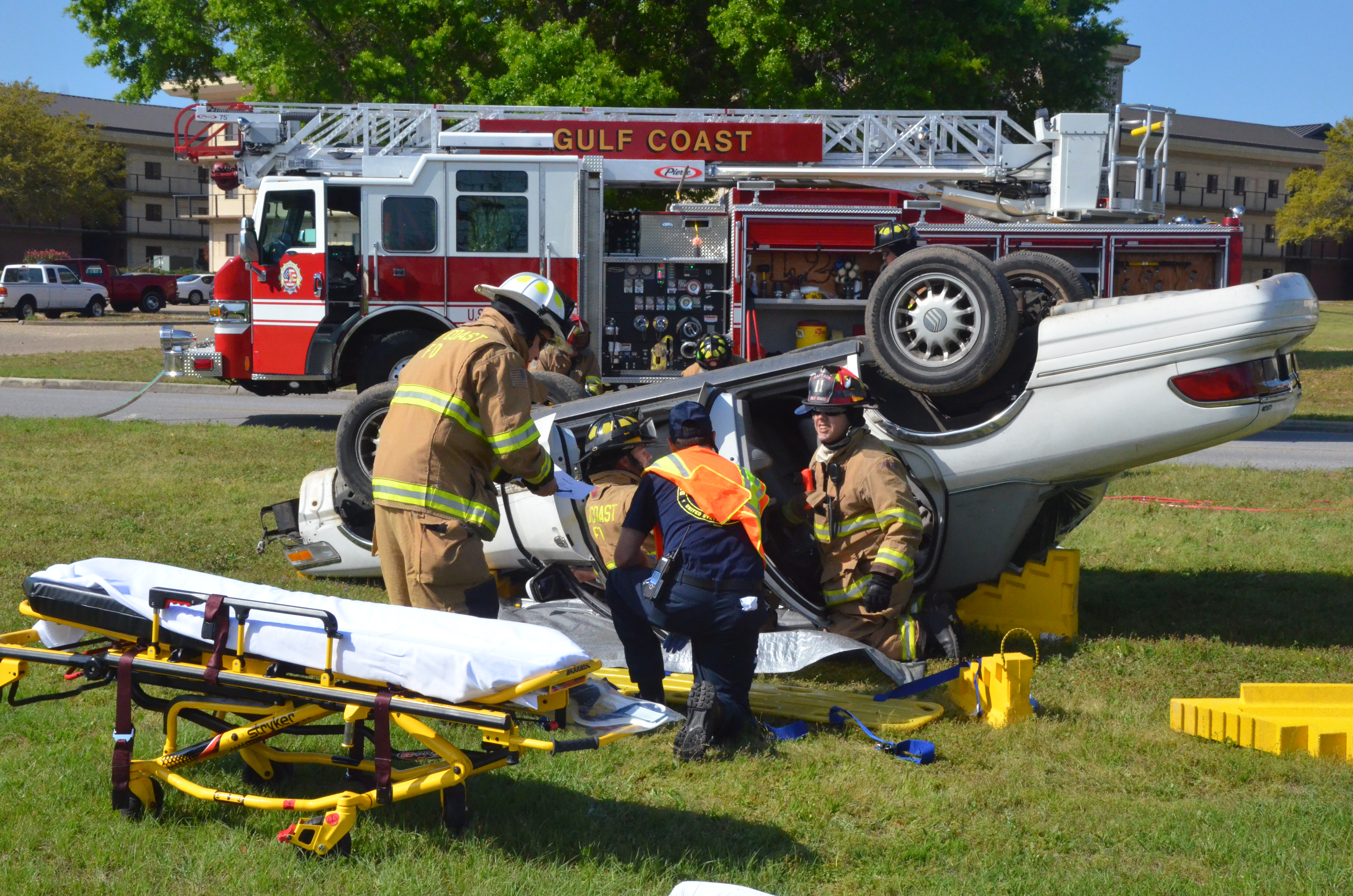
Simulazione di attività di primo soccorso in caso di incidente stradale presso la base Naval Air Station Whiting Field, in Florida.

Il primo soccorso è l'insieme delle azioni che permettono di aiutare in situazioni di emergenza una o più persone in difficoltà vittime di traumi fisici e/o psicologici o malori improvvisi, nell'attesa dell'arrivo di soccorsi qualificati.
Si intende per "primo soccorso" anche l'assistenza che viene data in strutture provvisorie in presenza di situazioni critiche, nell'attesa di trasportare il paziente in centri sanitari più adeguatamente attrezzati.

## Storia
Durante il Medioevo ci furono ordini religiosi di cavalieri, che fornivano aiuto ai pellegrini e ai cavalieri e insegnavano ad altri cavalieri a trattare le più comuni ferite da guerra. Tra gli altri, vi furono i Cavalieri Ospitalieri, costituitisi nell'XI secolo.
La pratica di attuare tecniche di primo soccorso cadde in disuso nei secoli successivi, rimanendo confinata per lo più a livello locale, dove ancora esistevano ordini di ispirazione religiosa, che ne mantenevano viva la tradizione. È il caso della Confraternita di Misericordia, la cui sede fiorentina opera ininterrottamente dal 1244 ed è considerata il primo reale servizio di primo soccorso e protezione civile al mondo. 
Nuovo vigore internazionale in questo campo si ottenne nel 1859, quando Henry Dunant, da poco arrivato a Solferino, organizzò la popolazione locale per aiutare i soldati reduci della battaglia che si svolse nei pressi, organizzando anche l'acquisto del materiale necessario e la costruzione di strutture improvvisate in cui curare i feriti. Quattro anni dopo, nel 1863, nasceva la Croce Rossa, con l'obiettivo di "aiutare i soldati malati e quelli feriti sul campo". Seguì la formazione della St. John Ambulance, fondata sugli stessi principi dell'Ordine dei Cavalieri Ospitalieri, ovvero insegnare le tecniche di soccorso.
Molti passi avanti nel campo del primo soccorso e delle pratiche mediche hanno avuto come stimolo le guerre che si sono verificate nel tempo; un esempio è la Guerra civile americana, che spinse Clara Barton ad organizzare la fondazione della Croce Rossa Americana.

## Simboli internazionali
Il simbolo internazionale associato al primo soccorso è costituito da una croce bianca su sfondo verde, assegnato dalla International Organization for Standardization (ISO). Questo simbolo si trova sulle cassette di pronto soccorso.
Il simbolo che identifica i mezzi e il personale di soccorso, invece, è chiamato "Stella della vita", ed è formato da una croce azzurra a sei braccia, all'interno della quale è raffigurato il cosiddetto "bastone di Asclepio": un bastone attorno al quale è attorcigliato un serpente. Questo simbolo si trova sui mezzi di soccorso: ad esempio, è il simbolo visibile sulle ambulanze.
A volte si fa uso del simbolo costituito da una croce rossa su sfondo bianco; tuttavia l'uso di questo e di simboli analoghi è riservato alle società che compongono la Croce Rossa e Mezzaluna Rossa Internazionale e all'uso in situazioni di guerra, come simbolo per identificare il personale e i servizi medici (ai quali il simbolo garantisce protezione, in base alle Convenzioni di Ginevra e ad altri trattati internazionali), e quindi ogni altro utilizzo è improprio ed è punibile per legge.
Tra gli altri simboli utilizzati c'è la Croce di Malta.

Simbolo ISO del primo soccorso
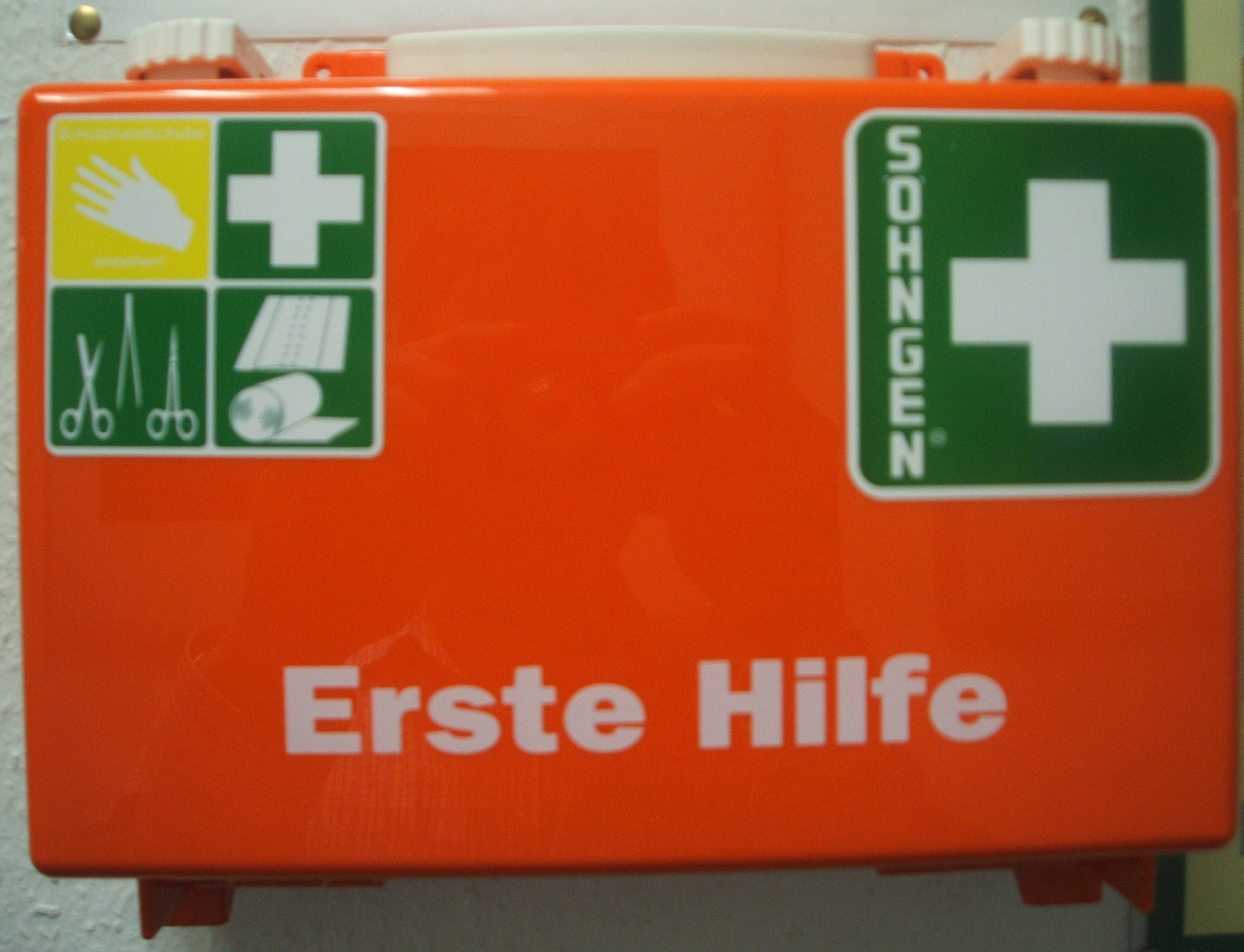
Cassetta di primo soccorso appesa al muro, con il simbolo della croce bianca su sfondo verde
La Stella della vita
Bastone di Asclepio
Alcuni simboli della Croce Rossa e Mezzaluna Rossa Internazionale
Croce di Malta

## La catena della sopravvivenza

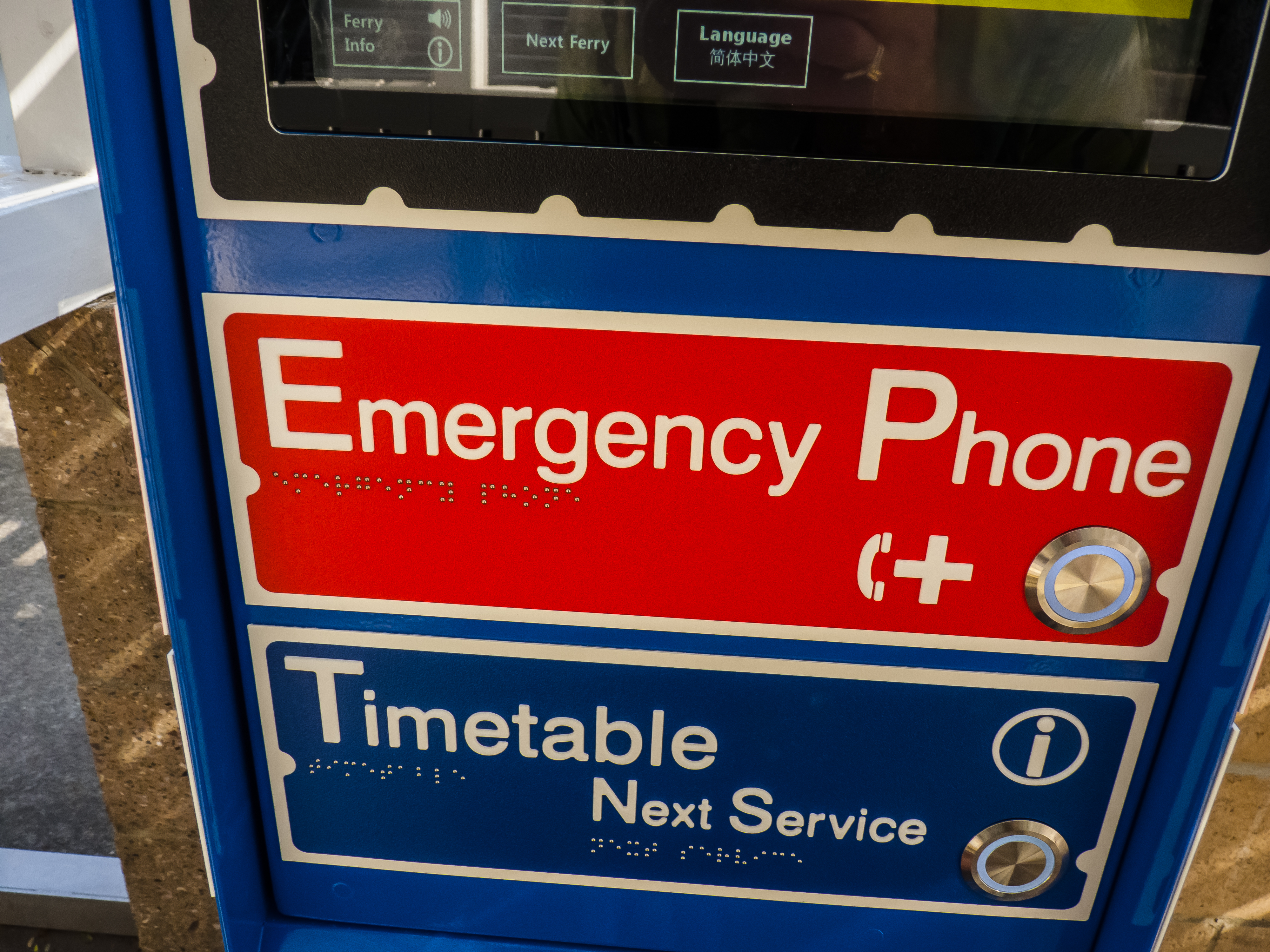
Esempio di pulsante per chiamate di emergenza, con il simbolo della chiamata di emergenza e scritta in inglese e in braille (a Brisbane, Australia).

Una persona che resta vittima di un malessere, una malattia o un incidente, riceve soccorso da più persone; nel complesso, ciò costituisce la cosiddetta "catena della sopravvivenza".
La catena della sopravvivenza prende il via con la chiamata di emergenza. Chi trova una persona priva di coscienza, ferita o in pericolo, deve innanzitutto valutare attentamente quale possa essere la causa, per evitare di mettere ulteriormente in pericolo l'incolumità dell'infortunato e la propria. Nessuna azione deve essere intrapresa prima di aver valutato la situazione; i pericoli relativi a gas, esalazioni tossiche e nocive, elettricità possono anche essere non immediatamente evidenti. La chiamata di emergenza va effettuata appena possibile, compatibilmente con le possibilità, dopo aver compiuto un esame primario.

## Obiettivi
Gli obiettivi del primo soccorso possono essere racchiusi in tre punti:
- mantenere in vita l'infortunato (essendo questo lo scopo di ogni tipo di cura medica);
- prevenire ulteriori danni a carico del malcapitato; questo significa sia proteggerlo da fattori esterni (ad esempio allontanandolo da fonti di pericolo), sia applicare determinate tecniche di soccorso che limitano la possibilità che le sue stesse condizioni peggiorino (ad esempio, premere su una ferita per rallentare il sanguinamento);
- favorire la riabilitazione, la quale comincia già mentre si sta attuando il soccorso.

L'addestramento al primo soccorso comprende anche l'insegnamento delle regole che permettono di prevenire le situazioni di pericolo fin dall'inizio  e insegna le diverse fasi del soccorso.
In campo medico esistono molti protocolli e tecniche di primo soccorso. Uno dei protocolli di primo soccorso più diffusi al mondo è il Basic Life Support (BLS), cioè una sequenza di azioni atte a impedire o a limitare i danni in caso di arresto cardiaco.
Anche in campo psicologico esistono protocolli di primo soccorso. Il Basic Psychological Support (BPS), ad esempio, è un protocollo di intervento per soccorritori occasionali finalizzato alla gestione precoce dell'ansia acuta e dell'attacco di panico, nell'attesa degli interventi specialistici e dei professionisti del soccorso eventualmente allertati.